# Fiat Topolino Barchetta
La Fiat Topolino Barchetta  è un modello "sport prototipo" (pezzo unico) derivato da Fiat Topolino B del 1948, di cui utilizza il telaio e la parte meccanica. La sua carrozzeria ha la parte anteriore in lamiera di acciaio e la parte posteriore in lamiera di alluminio, il parabrezza curvo è in plexiglas, pesa 610 kg con tutti i liquidi (olio, acqua, benzina) e raggiunge la velocità di 110 km/h a 4.200 giri.

## La storia
Negli anni ha cambiato diversi proprietari e ben 3 targhe: inizialmente di proprietà di Emilio Franzini era targata Milano (MI121933), nel 1962 è stata venduta a Franco Rossi, originario di Modena, con la targa RE44252 e dal 1963 al 1969 è stata di proprietà del Prof. Davide Scarabelli, scultore di Modena, che l'ha ricevuta come pagamento di una sua opera, in quel periodo girava per Modena con il soprannome di "la Ferrarina" e gli è stata data la targa che porta ancora oggi (MO78894).
Partecipa a diverse manifestazioni di rilievo nazionale sia di regolarità, sia concorsi di eleganza, sia esposizioni presso le maggiori fiere di veicoli storici e sfilate.

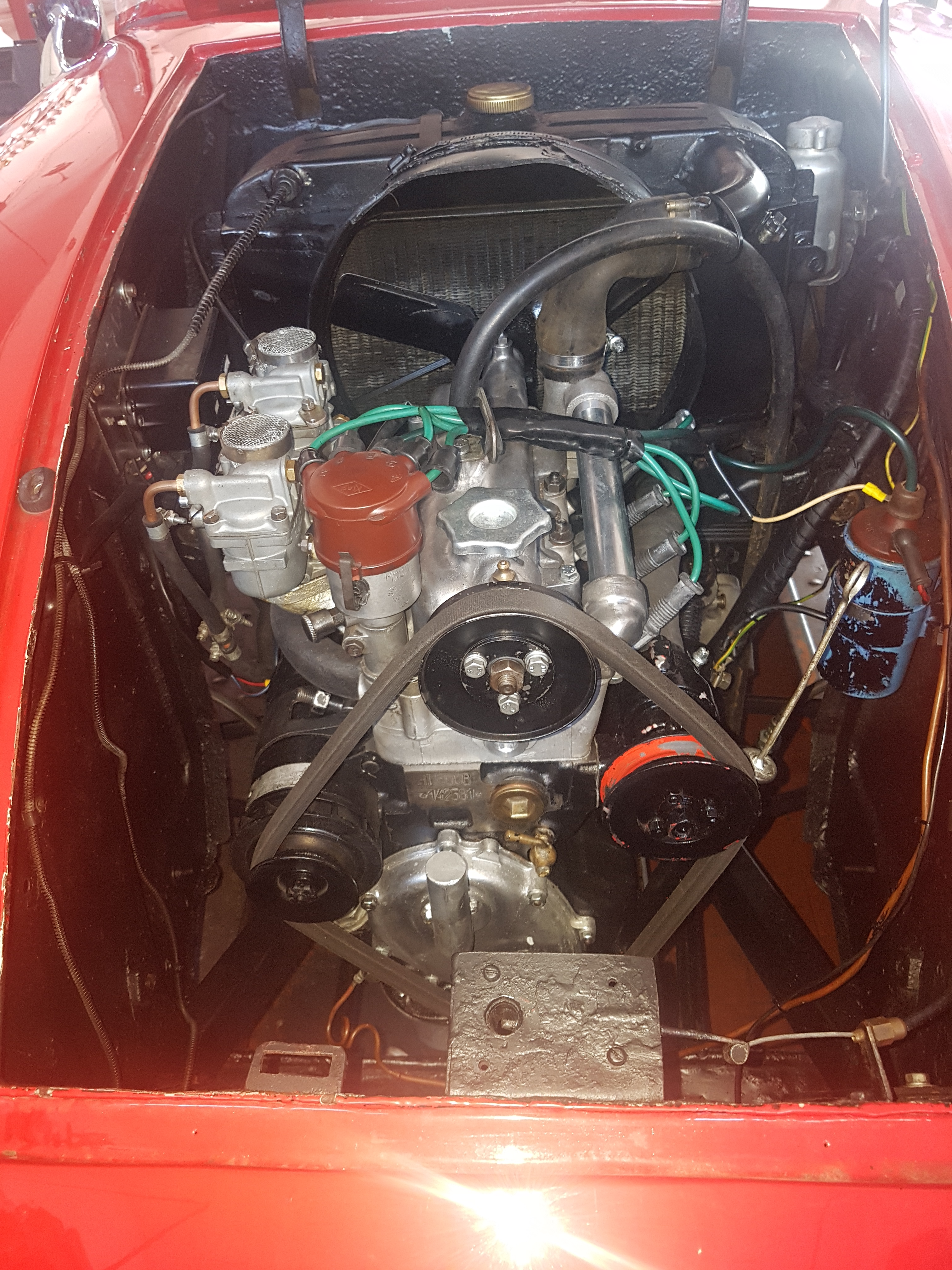
Il motore

## Il design
La carrozzeria unica nel suo genere dovrebbe esser stata realizzata successivamente al 1962 da un artigiano battilastra che lavorava o era stato collaboratore delle Officine Maserati / OSCA, a quanto dicono degli esperti, come Oscar Scaglietti, visti i numerosi rimandi al design delle vetture sport di quel periodo: le prese d'aria laterali, il muso ribassato con la mascherina, la gobba dietro al posto di guida, le linee tondeggianti della coda. Si è alla ricerca di ulteriori informazioni relative al periodo e all'officina che ha realizzato questa carrozzeria unica nel suo genere. La strumentazione è Jaeger con contachilomentri, contagiri, pressione dell'olio, temperatura dell'acqua, indicatore di livello della benzina e amperometro. Gli interni sono in ecopelle nera.

## Le modifiche meccaniche
Vi sono numerose innovazioni nella meccanica rispetto alla Topolino B da cui ha origine. Il motore è caratterizzato da due carburatori (la Topolino B ne ha solo uno), il tubo di scarico ha solo la marmitta (manca il silenziatore), la compressione è aumentata ed eroga al banco 23 CV anziché 16,5 CV come una Topolino B classica. C'è la pompa dell'acqua meccanica e una coppa dell'olio in alluminio maggiorata, è stato aggiunto un ventilatore elettrico per evitare surriscaldamenti. Il serbatoio ha la capacità di 20 litri di benzina e ha una pompa elettrica per l'alimentazione della benzina.